# Bianca Lenz
Bianca Lenz (* 11. Mai 1991) ist eine Schweizer Grasskiläuferin. Sie gehört der Nationalmannschaft von Swiss Grasski an, wurde 2011 Weltmeisterin in der Super-Kombination und 2009 Juniorenweltmeisterin in dieser Disziplin.

## Karriere
Lenz fuhr ihre ersten FIS-Rennen im Mai 2006. Im Juli erreichte sie bei der Juniorenweltmeisterschaft 2006 jeweils Platz vier im Slalom und in der Kombination sowie Rang fünf im Super-G. Am 26. August bestritt sie ihr erstes Weltcuprennen, den Slalom von Sattel, und fuhr dabei auf Platz fünf. Mit weiteren drei Top-10-Ergebnissen beim Weltcupfinale in Forni di Sopra belegte sie in der Saison 2006 den achten Gesamtrang.
Bei der Juniorenweltmeisterschaft 2007 gewann Lenz die Bronzemedaille im Riesenslalom. Drei Wochen später fuhr sie mit Platz zwei im Slalom von Sattel erstmals in einem Weltcuprennen auf das Podest. Im September belegte sie in der Super-Kombination von Rettenbach Rang drei, womit sie in der Weltcup-Gesamtwertung der Saison 2007 hinter Ingrid Hirschhofer und Ilaria Sommavilla den dritten Platz erreichte. Bei der Weltmeisterschaft 2007 im tschechischen Olešnice v Orlických horách wurde sie Sechste im Slalom und jeweils 13. im Super-G und in der Super-Kombination. Bei den Schweizer Meisterschaften desselben Jahres gewann sie alle vier Wettbewerbe. Ohne Podestplatz blieb Lenz während der Weltcupsaison 2008. Ihre besten Resultate waren zwei fünfte Plätze in der Super-Kombination von Rettenbach und im Slalom von Čenkovice. Dadurch fiel sie in der Gesamtwertung auf den siebenten Rang zurück. Bei der Juniorenweltmeisterschaft 2008 gewann sie drei Bronzemedaillen im Slalom, im Riesenslalom und im Super-G.

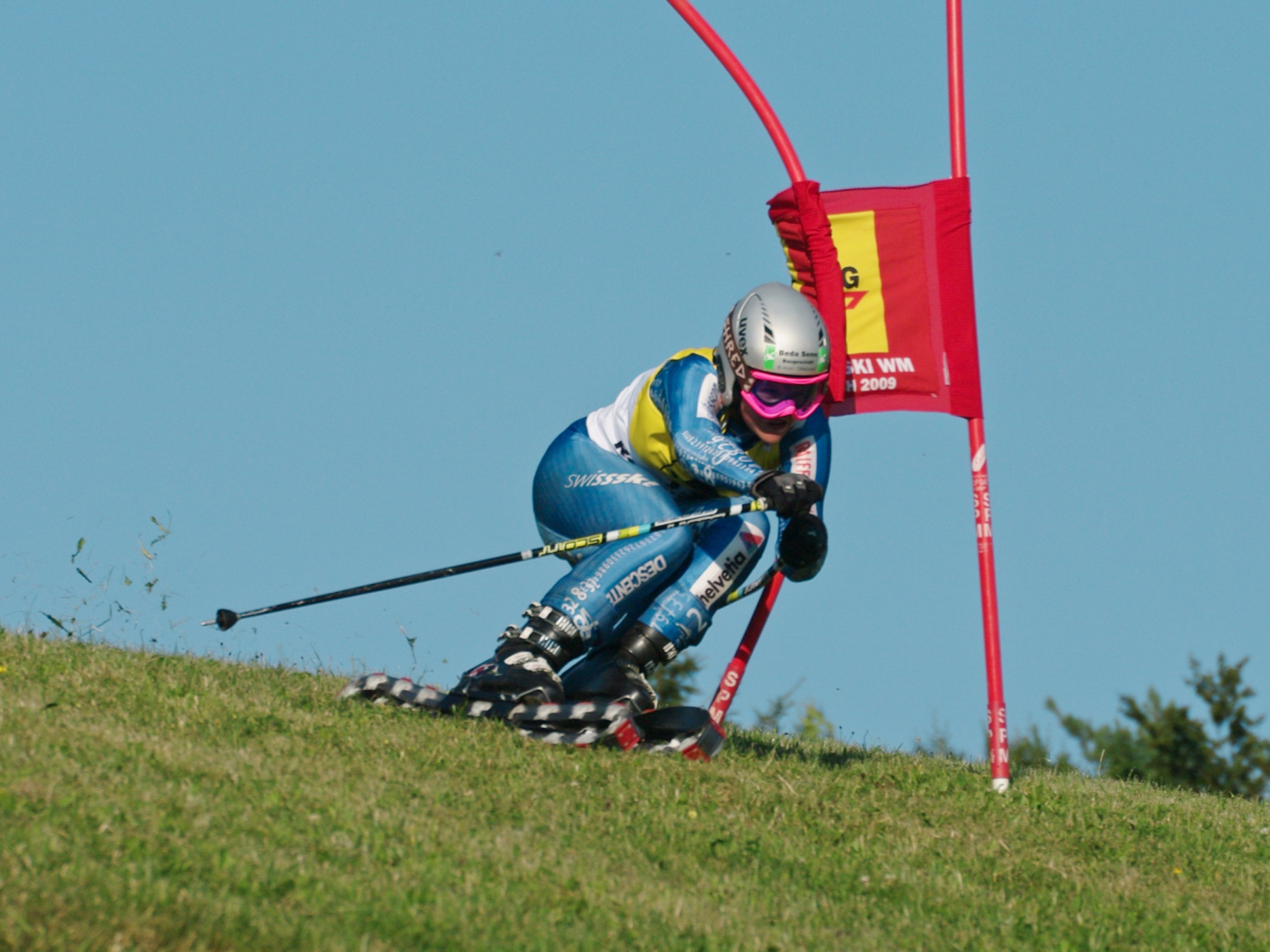
Bianca Lenz im FIS-Super-G von Rettenbach im Juli 2011

In der Weltcupsaison 2009 gelang ihr mit Rang drei im Super-G von Marbachegg wieder ein Podestplatz. Mit weiteren fünf Top-10-Ergebnissen belegte sie den sechsten Gesamtrang. Bei der Juniorenweltmeisterschaft 2009 gewann Lenz ihren ersten Titel. Mit einem Vorsprung von fast zwei Sekunden auf die Deutsche Linda Göldner wurde sie Juniorenweltmeisterin in der Super-Kombination. Eine weitere Medaille gewann sie als Dritte im Super-G. Erfolgreich war sie auch bei der Weltmeisterschaft 2009 in Rettenbach. Hinter Ilaria Sommavilla und Veronika Cvašková gewann sie die Bronzemedaille im Slalom. In der Super-Kombination wurde sie Neunte und im Super-G Elfte. Im Riesenslalom war sie nicht am Start. Bei den Schweizer Meisterschaften 2009 gewann sie zum zweiten Mal alle Rennen.
Nachdem Lenz in der Saison 2010 an keinen Wettkämpfen teilgenommen hatte, begann sie die Saison 2011 mit einem dritten Platz im Weltcup-Super-G in Marbachegg. Ein weiterer dritter Platz folgte am 7. August im Slalom von Předklášteří. Im Gesamtweltcup erzielte sie punktegleich mit der Tschechin Petra Ivánková den fünften Rang. Ihren bisher grössten Erfolg feierte Lenz bei der Weltmeisterschaft 2011 in Goldingen, als sie die Goldmedaille in der Super-Kombination gewann. Zudem wurde sie Fünfte im Riesenslalom und Siebte im Super-G. Bei der zeitgleich ausgetragenen Juniorenweltmeisterschaft blieb sie hingegen ohne Ergebnis. Im Jahr 2012 nahm Lenz lediglich im Juni an den FIS-Rennen in Urnäsch – bei denen sie einmal auf das Podest fuhr – sowie an den beiden Weltcupslaloms in Triest teil, wo sie Sechste bzw. Fünfte wurde.

## Erfolge

### Weltmeisterschaften
- Olešnice v Orlických horách 2007: 6. Slalom, 13. Super-G, 13. Super-Kombination
- Rettenbach 2009: 3. Slalom, 9. Super-Kombination, 11. Super-G
- Goldingen 2011: 1. Super-Kombination, 5. Riesenslalom, 7. Super-G

### Juniorenweltmeisterschaften
- Horní Lhota u Ostravy 2006: 4. Slalom, 4. Kombination, 5. Super-G
- Welschnofen 2007: 3. Riesenslalom, 4. Slalom, 8. Super-G
- Rieden 2008: 3. Slalom, 3. Riesenslalom, 3. Super-G
- Horní Lhota u Ostravy 2009: 1. Super-Kombination, 3. Super-G

### Weltcup
- 2006: 8. Gesamtrang
- 2007: 3. Gesamtrang
- 2008: 7. Gesamtrang
- 2009: 6. Gesamtrang
- 2011: 5. Gesamtrang
- Fünf Podestplatzierungen

### Schweizer Meisterschaften
- Lenz ist achtfache Schweizer Meisterin:[1] 2× Slalom, 2× Riesenslalom, 2× Super-G und 2× Super-Kombination